# Altaar van Athena Polias
Het Altaar van Athena Polias, ook wel het Grote Athena-altaar genoemd, was een altaar op de Akropolis in het oude Athene, waar offers werden gebracht aan de godin Athena.
De oudste verwijzing naar het altaar betreft het jaar 632 v.Chr., toen het kennelijk al zo groot was dat het de schare van aanhangers van Cylon een toevlucht kon verschaffen (Thucydides 1,126). Maar zonder twijfel stamt het altaar al uit de achtste eeuw of nog eerder. Op dit altaar werd aan het slot van het feest van de Panathenaeën een hekatombe (een offer van honderd runderen) aan Athena geofferd.
Een holte die in de rotsbodem van de Akropolis is uitgehouwen, ongeveer twaalf meter ten oosten van de fundamenten van de Oude Athenatempel en net niet helemaal op de as van de tempel, markeert waarschijnlijk de plaats van het altaar. Het was rechthoekig en had een diepte van 8,5 m. In de 6e eeuw v.Chr. bestond het waarschijnlijk uit een aantal brede traptreden die naar het eigenlijke offerplateau leidden. Het altaar leed ongetwijfeld schade tijdens de verwoesting van de Akropolis door de Perzen. Mogelijk is het al kort daarna hersteld omdat het nodig was voor offers aan Athena, anders is het in ieder geval tijdens het herstel van de Akropolis ten tijde van Perikles weer opgebouwd.